# رالف إرفين
رالف إرفين (بالألمانية: Ralph Erwin)‏ هو ملحن نمساوي، ولد في 31 أكتوبر 1896 في بييلسكو فيالا في بولندا، وتوفي في 15 مايو 1943 في Beaune-la-Rolande ‏ في فرنسا.

## وصلات خارجية
- رالف إرفين على موقع IMDb (الإنجليزية)
- رالف إرفين على موقع ألو سيني (الفرنسية)
- رالف إرفين على موقع ميوزك برينز (الإنجليزية)
- رالف إرفين على موقع أول موفي (الإنجليزية)
- رالف إرفين على موقع قاعدة بيانات برودواي على الإنترنت (الإنجليزية)
- رالف إرفين على موقع قاعدة بيانات الأفلام السويدية (السويدية)
- رالف إرفين على موقع ديسكوغز (الإنجليزية)
- رالف إرفين على موقع كينوبويسك (الروسية)